# Déesse : Comment je suis tombée amoureuse
Pour plus de détails, voir Fiche technique et Distribution.
Déesse : Comment je suis tombée amoureuse (titre original russe : Богиня: как я полюбила), est un film dramatique russe, le premier long-métrage de Renata Litvinova, sorti en 2004.

## Synopsis
L'histoire commence par le premier rêve de Faïna où le spectre de sa mère en robe rouge lui apparaît dans sa chambre alors qu'elle même est assise dans son lit. Faïna lui raconte quelques détails de sa vie. Le rêve continue. La mère sort sous la pluie et entre dans une cantine pour y manger une soupe tout en poursuivant la conversation. Elle déclare être messagère des forces supérieures venue pour inciter sa fille à être forte. 
Faïna se réveille. La scène suivante s'ouvre sur un entretien dans un bureau du commissariat de police où Faïna reçoit le père d'une fillette disparue qui lui reproche de ne pas avoir trouvé son enfant depuis un an. L'homme semble même persuadé que la petite a été tuée. Faïna tente de l'assurer du contraire.
Le jour suivant lorsqu'une jeune femme qui a tenté de se suicider raconte à Faïna ses états d'âme, un corbeau cherche à rentrer par la fenêtre de son bureau. À l'extérieur, sur le rebord, l'oiseau a disposé plusieurs poissons morts. 
Une autre fois que Faïna rencontre le père de la fillette disparue, ce dernier lui raconte avoir écrasé avec sa voiture dans le passé le petit chien de ses voisins de dessus, un couple sans enfants. Plus tard, lorsque sa fille a disparu, dit-il, il a cherché à se repentir et a acheté un petit chiot pour ses voisins. Arrivé chez eux, il a déclaré avoir commis une faute très grave. La femme lui a répondu alors sans autres précisions, avoir commis une faute très grave elle aussi, lui suggérant de garder l'animal pour lui, étant donné que désormais il n'a pas d'enfant non plus. Le père y voit une nouvelle piste à explorer. 
Deuxième rêve de Faïna. Après une vision d'une rangée de poissons morts, elle se retrouve à table face à sa mère accompagnée de plusieurs autres vieilles femmes. La mère lui propose à boire et lui dit qu'il ne faut pas avoir peur de mourir. 
Faïna interroge un professeur pris par la police dans une rafle de toxicomanes au marché. Il a les poignées bandés. Avant de partir, il fait une remarque élogieuse à Faïna à propos de son collègue Nikolaï.
Faïna se rend chez les voisins qui ont perdu leur chien pour les interroger. L'homme lui déclare d'emblée avec arrogance qu'ils n'ont rien à se reprocher et l'enquêtrice est contrainte de partir. Elle a toutefois le pressentiment que la fillette est retenue dans cet appartement. Faïna entre dans la cantine, celle de son premier rêve. Elle y discute avec deux serveuses, Botia et Kilia. Elle rencontre ensuite son collègue Nikolaï et lui fait part de ses suspicions. Nikolaï lui rétorque qu'ils n'ont pas de motif pour faire une perquisition. 
La nuit. Les deux voisins discutent. Ils se font des déclarations d'amour, puis, l'homme dit que dans deux jours ils vont relâcher la fillette. 
Troisième rêve. Faïna, dans une robe de soirée, se trouve sur un toit. Quatre jeunes gens la regardent. Sa mère est là. Faïna lui dit avoir peur de mourir. La mère l'assure qu'il n'y a pas de raison d'avoir peur. 
Faïna se réveille dans la voiture où elle est planquée avec son collègue Nilolaï, devant l'entrée de l'immeuble suspect. Une jeune femme habillée en homme passe et salue les deux enquêteurs. Faïna la reconnait comme étant apparue dans son rêve. Les deux voisins suspects descendent et s'éloignent dans la rue. Faïna et son collègue tentent d'ouvrir la porte de l'appartement de ce couple, mais cela s'avère impossible. 
Au réveil, Faïna espère un miracle qui débloquerait l'affaire. Elle reçoit aussitôt un coup de fil du père de la fillette disparue. Il lui annonce qu'il y a une fuite d'eau chez ses voisins de dessus ce qui pourrait servir de prétexte pour forcer la porte. La fillette est retrouvée dans la salle de bain. Faïna avec son collègue reste pour guetter le retour des kidnappeurs. Ils rentrent dans l'appartement par une fenêtre, en passant par les toits, mais devant l'arrestation imminente ils se suicident à coup de stylet.
Faïna est appelée sur une prise d'otage. Un certain Polossouev retient une jeune femme dans son appartement. Il se jette par la fenêtre lorsque Faïna tente de le raisonner. Dans la pièce du fond Faïna retrouve l'otage. Celle-ci a un couteau planté dans la poitrine, elle demande de le retirer et Faïna retire le couteau. L'otage raconte que ce n'est pas l’œuvre de Polossouev, qu'elle a été blessée dans la rue par un inconnu. Faïna s'apprête à rentrer chez elle, quand son chef la rattrape et lui demande si c'est elle qui a retiré le couteau, elle se retrouve suspendue de ses fonctions pour l'avoir fait. 
Nikolaï vient rendre visite à Faïna. Ils discutent de tout et de rien, puis Nikolaï lui demande de lui dire qu'elle l'aime, mais elle refuse. Au petit matin lorsque Nikolaï dort encore la jeune femme se rend à la cantine où elle rencontre le professeur toxicomane qu'elle interrogeait jadis à son travail. Celui-ci l'invite dans sa villa. La bonne du professeur lui raconte que la maitresse des lieux est morte suicidée au poison. 
Quatrième rêve. Faïna est allongée sur le tapis auprès de sa mère qui lui reproche son mode de vie. Elle se réveille toujours chez le professeur qui lui parle de sa solitude, il dit se droguer pour retrouver sa femme ne serait-ce qu'un instant. Il propose à Faïna de faire une excursion dans le royaume des morts, ce qu'elle accepte. Elle y rencontre d'abord sa mère, puis d'autres morts, connus et inconnus qui lui parlent de l'amour et du sens de la vie. 
Le corps de Faïna est retrouvé le lendemain à cinq heures du matin sur les quais, avec sur elle le dossier de sa dernière affaire. Sur la dernière page est écrit le mot Amour.

## Fiche technique
- Titre français : Déesse[1] ou Déesse : Comment je suis tombée amoureuse
- Titre original : Богиня: как я полюбила (Boguinia: Kak ya poliubila)
- Réalisation : Renata Litvinova
- Scénario : Renata Litvinova, Sergueï Melkoumov (ru)
- Direction artistique : Ekaterina Zaletaeva (ru)
- Directeur de casting : Larissa Sergueïeva
- Costumes : Natalia Ivanova (ru), Dmitri Andreïev
- Photographie : Vladislav Opeliants (ru)
- Musique : Zemfira, Nick Cave, Igor Vdovine (ru)
- Son : , Natalia Baroutskova, Tatiana Bystritskaïa, Marc Kenna
- Production : Renata Litvinova, Sergueï Melkoumov (ru), Yelena Yatsura (en)
- Société de production : Slovo
- Pays d'origine : Russie
- Langue : russe
- Format : Dolby Digital - Couleur
- Durée : 105 minutes
- Date de sortie : 30 septembre 2004

## Distribution
- Renata Litvinova : Faïna Mikhaïlovna, enquêteur de police
- Konstantin Mourzenko (ru) : Egorov, enquêteur de police
- Maxime Soukhanov (ru) : Mihaïl Konstantinovitch, professeur
- Dmitri Oulianov (ru) : Nikolaï, enquêteur de police
- Andreï Krasko : Pavel, médecin
- Elena Roufanova (ru) : Elena, médecin
- Svetlana Svetlitchnaïa : spectre de la mère
- Viktor Soukhoroukov : Viktor Iliasarovitch, le père de la fillette disparue
- Constantin Khabenski : Polossouev
- Olga Blok-Mirimskaïa (ru) : Aglaé
- Paulina Borissova : fillette disparue
- Rogvold Soukhoverko (en) : Aksakov
- Olga Lapchina : Alia, la mère de la fillette disparue
- Sergueï Serpov : chauffeur de Mihaïl Konstantinovitch